# Municipio de Cheek Creek
El municipio de Cheek Creek (en inglés: Cheek Creek Township) es un municipio ubicado en el  condado de Montgomery en el estado estadounidense de Carolina del Norte. En el año 2010 tenía una población de 628 habitantes.

## Geografía
El municipio de Cheek Creek se encuentra ubicado en las coordenadas 35°13′0.52″N 79°52′43.18″O / 35.2168111, -79.8786611.